# Can't Get It Out of My Head
Can't Get It Out of My Head è un singolo del gruppo musicale britannico Electric Light Orchestra, pubblicato nel 1974 ed estratto dall'album Eldorado.
Il brano è stato scritto e prodotto da Jeff Lynne.

## Tracce
- 7"

1. Can't Get It Out of My Head
2. Illusions in G Major